# Mak Schoorl
Martinus Schoorl –conocido como Mak Schoorl– (Haarlem, 9 de febrero de 1913-Ámsterdam, 26 de noviembre de 2011) fue un deportista neerlandés que compitió en remo. Ganó una medalla de plata en el Campeonato Europeo de Remo de 1937, en la prueba de cuatro con timonel.

## Palmarés internacional
| Campeonato Europeo | Campeonato Europeo       | Campeonato Europeo | Campeonato Europeo |
| Año                | Lugar                    | Medalla            | Prueba             |
| ------------------ | ------------------------ | ------------------ | ------------------ |
| 1937               | Ámsterdam (Países Bajos) | Medalla de plata   | Cuatro con timonel |